# Мечеть імама Хусейна (Баку)
Мечеть Імама Хусейна (азерб. İmam Hüseyn məscidi), раніше «мечеть Ашумова» — мечеть в Ясамальському районі Баку, в Азербайджані. Розташована на перетині вулиць Абдулла Шаїга та Сулеймана Тагізаде. Побудована в 1896 за проектом архітектора Адольфа Ейхлера.

## Історія мечеті
Задум спорудження належить бакінському мільйонеру Хаджі Хаджі-баба Ашумову. Саме він у 1895 вибрав Ейхлера як архітектор мечеті, яку він хотів побудувати на своїй ділянці, в районі Чемберекенда, на висотах бакинського амфітеатру. У цьому ж році складено проект будівлі.
У 1896 мечеть побудована на розі вулиць Верхньої Нагірної (нині Абдулли Шаїга) і Поштової (нині Сулеймана Тагізаде). З того часу мечеть стала відома як мечеть Ашумова.
Згідно з розпорядженням Кабінету Міністрів Азербайджанської Республіки про історичні та культурні пам'ятки Мечеть Імам Хусейна є «пам'ятником історії та культури місцевого значення».

## Архітектура
У плані мечеть є трьома нефними. В архітектурі використані місцеві традиції. Інтер'єр складається з вестибюлю та молельного залу, увінчаного куполом і має два ряди колон. Колони завершують стрілчасті арки нефів, які перекриваються виразними склепіннями. Наприкінці зали є декорований міхраб. Барабан купола розвинений віконними отворами, через які, за задумом архітектора А. Ейхлера в мусульманський храм, повинен був проникати «священне світло буття».
Архітектурні маси виявляють об'ємно-просторову структуру будови. Портал входу виконаний сталактитами, складається з безлічі деталей та поєднується зі стінами бічних крил північного фасаду. Західний фасад мечеті складається з низки пілонів і увінчаних перлонами. Дослідники Ш. Фатуллаєв та Л. Ісмаїлова порівнюють цей фасад із західним фасадом соборної мечеті в Кордові.